# 회전목마 (영화)
회전목마(Carousel)는 미국에서 제작된 헨리 킹 감독의 1956년 드라마, 판타지 영화이다. 고든 맥라 등이 주연으로 출연하였고 헨리 에프론 등이 제작에 참여하였다.

## 출연

### 주연
- 고든 맥라
- 셜리 존스

### 조연
- 캐머런 미첼
- 바바라 루익
- 로버트 라운즈빌
- 진 로크하트
- 오드리 크리스티
- 윌리엄 레마세나
- 존 데너
- 자크 당부아즈

## 제작진
- 원작자: 오스카 해머스타인 2세
- 의상: 메리 윌즈